# Gabriele Sikora
Gabriele Sikora (* 4. April 1950 in Castrop-Rauxel) ist eine deutsche Politikerin der SPD.
Sie erwarb die Fachhochschulreife im Jahr 1974. Von 1974 bis 1977 folgte ein Studium der Betriebswirtschaftslehre. Von 1978 bis 1980 studierte Gabriele Sikora an der Universität Dortmund.
Von 1964 bis 1973 war sie Verwaltungsangestellte der Stadt Castrop-Rauxel. Von 1981 bis 1995 war sie Geschäftsführerin des SPD-Bezirks Westliches Westfalen.
Dem Rat der Stadt Castrop-Rauxel gehörte sie von 1984 bis 2004 an.
Von 1995 bis 2010 war sie Abgeordnete im Landtag von Nordrhein-Westfalen.